# Marián Vajda
Marián Vajda (* 24. März 1965 in Považská Bystrica, Tschechoslowakei) ist ein ehemaliger slowakischer Tennisspieler und aktueller -trainer.

## Leben
Vajda stand 1982 im Achtelfinale des Juniorenturniers der Australian Open. Einen ersten Achtungserfolg hatte er 1985 beim ATP Turnier von Kitzbühel, wo er unter anderem Henri Leconte bezwang und ins Halbfinale einzog. 1987 stand er im Finale von München, hier unterlag er Guillermo Pérez Roldán. Im Laufe seiner Karriere konnte er zwei Einzeltitel erringen, 1987 in Prag gegen Tomáš Šmíd sowie 1988 in Genf gegen Kent Carlsson. Seine höchste Notierung in der Tennisweltrangliste erreichte er 1987 mit Position 34 im Einzel sowie 1990 mit Position 118 im Doppel.
Sein bestes Einzelergebnis bei einem Grand-Slam-Turnier war das Erreichen der dritten Runde der French Open 1991. In der Doppelkonkurrenz qualifizierte er sich zweimal für das Hauptfeld. Im Mixed stand er 1985 an der Seite von Andrea Holíková in der zweiten Runde der French Open.
Vajda spielte 1994 vier Einzelpartien für die slowakische Davis-Cup-Mannschaft und gewann diese allesamt. 1988 trat er für die Tschechoslowakei im World Team Cup an, verlor aber seine beiden Einzel gegen Javier Sánchez und Carl-Uwe Steeb. Bei den Olympischen Sommerspielen 1992 trat er im Einzel an, schied jedoch in der ersten Runde gegen Gilad Bloom aus.
Nach dem Ende seiner Profikarriere war er zeitweilig Kapitän der Davis-Cup- und Fed-Cup-Teams der Slowakei. Von 2006 bis Anfang Mai 2017 sowie von April 2018 bis Anfang März 2022 war er Trainer von Novak Đoković, nahm jedoch während der zusätzlichen Verpflichtung von Boris Becker (2013–2016) eine kleinere Rolle im Trainerstab des Serben ein. Mit Đoković gewann er 20 Grand-Slam-Titel, damit ist er der erfolgreichste Trainer im Männertennis.
Seit Mai 2022 betreut er den Slowaken Alex Molčan.

## Erfolge
| Legende (Anzahl der Siege)    |
| Grand Slam                    |
| Tennis Masters Cup            |
| ATP Masters Series            |
| ATP International Series Gold |
| ATP International Series (2)  |

| ATP-Titel nach Belag |
| Hartplatz (0)        |
| Sand (2)             |
| Rasen (0)            |
| Teppich (0)          |

### Einzel
| Nr. | Datum              | Turnier | Belag | Finalgegner   | Ergebnis |
| --- | ------------------ | ------- | ----- | ------------- | -------- |
| 1.  | 10. August 1987    | Prag    | Sand  | Tomáš Šmíd    | 6:1, 6:3 |
| 2.  | 19. September 1988 | Genf    | Sand  | Kent Carlsson | 6:4, 6:4 |